# Rullan

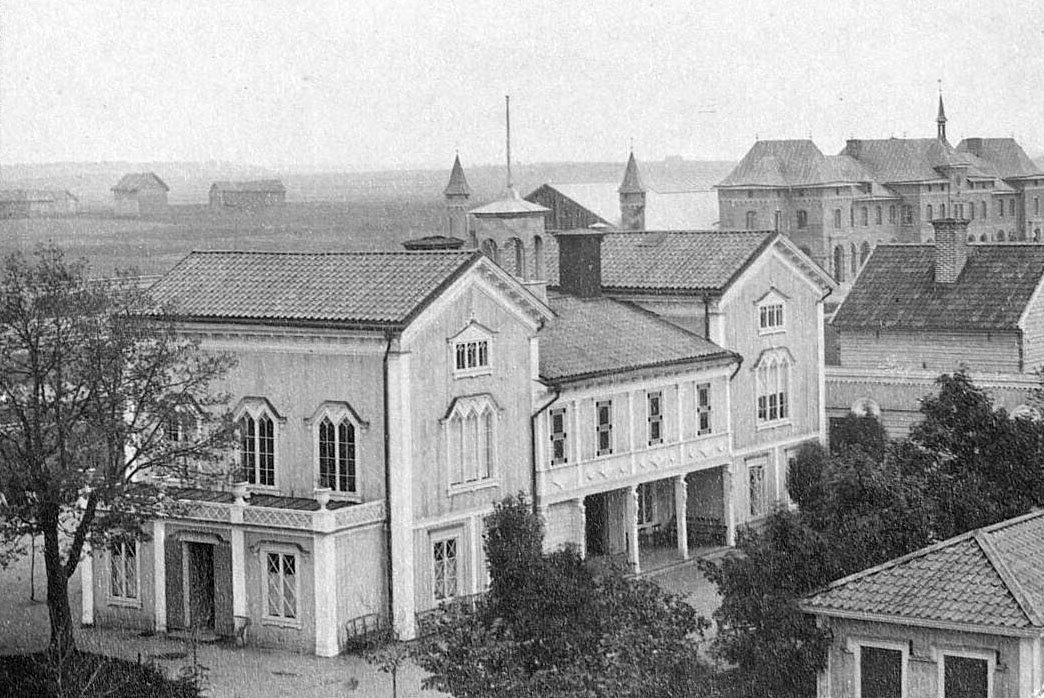
Restaurang Rullan c:a 1868. (Henri Osti)

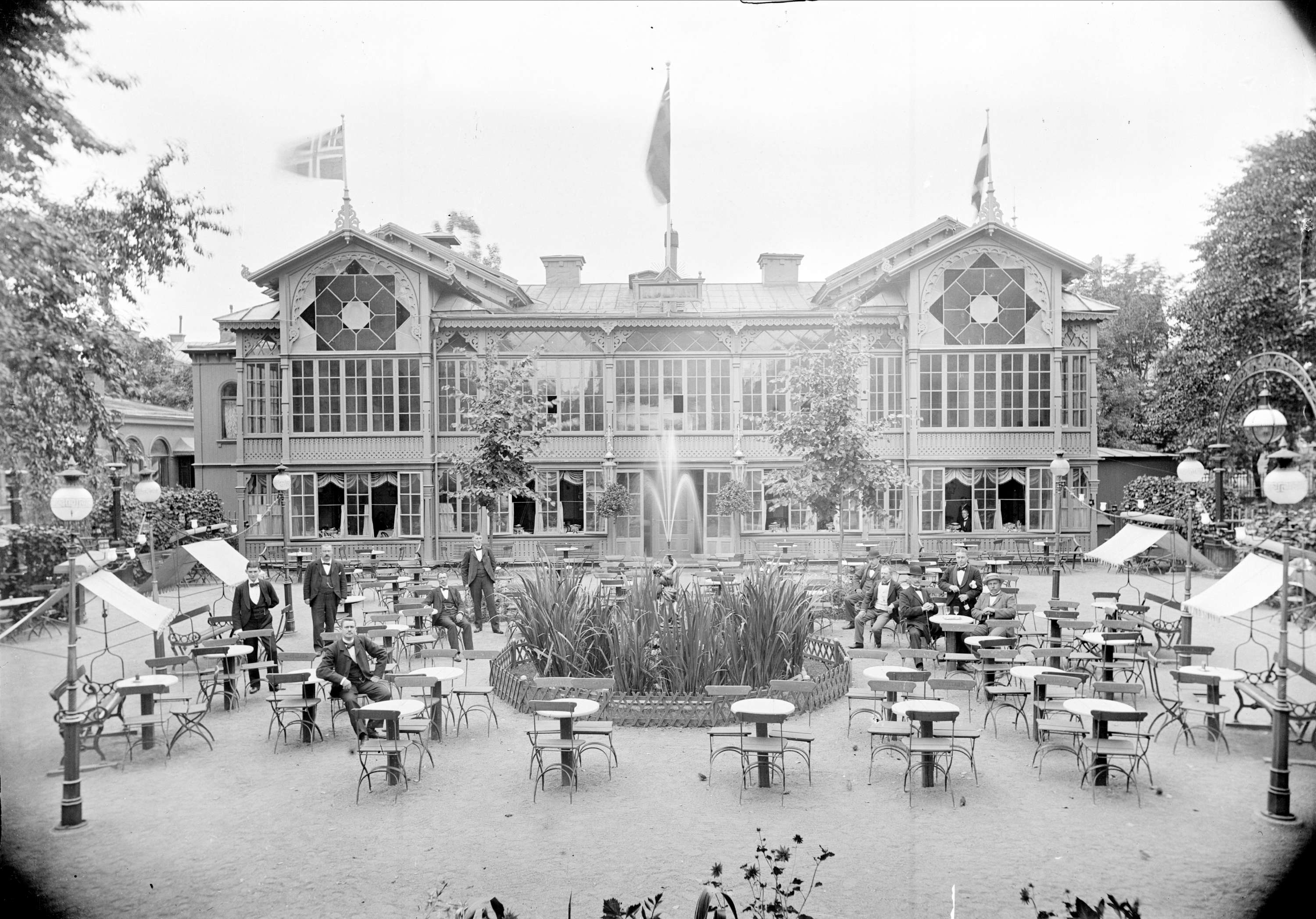
Restaurang Rullan på 1890-talet.

Rullan var en restaurang och ett nöjesetablissemang i Uppsala från 1820-talet fram till 1946, belägen på tomten i det sydöstra hörnet av Vaksalagatan–Kungsgatan.

## Historia
På 1820-talet öppnade traktören Mathias Walström på tomten, som tidigare varit humlegård och ett sommarvärdshus med en kägelbana. Redan kort före öppnandet uppfördes ett praterhjul på tomten, som snabbt i folkmun gav inrättningen namnet Rullan.
1852 köptes värdshuset av italienaren Antonio Tadei, som tidigare slagit sig ned i Uppsala som vinhandlare, och han moderniserade anläggningen. Värdshushuset döptes till Vakshall i anspelning dels på Vaksalagatan och dels på Vauxhall, det kända engelska danspalatset som också hade en motsvarighet i Stockholm.
Tadei lät även sätta upp flera kägelbanor, bygga ett lusthus på tomten, ett nytt logement för gäster med mera. Under somrarna anordnades ofta uppträdanden med lindansare, atleter och liknande. Tadeis planer var dock för högtflygande, och det hela slutade med konkurs, och i stället tog källarmästare C. G. Calleberg över driften. Han lät bygga på Rullan till en restaurang i mer borgerlig stil, och utvidgade byggnaderna betydligt. 1870 sålde Calleberg Rullan till källarmästare Emil Mellgren d. ä. Han efterträddes vid sin död av sonen Emil Mellgren d. y. Från 1880-talet började Rullan hålla öppet året runt. Under 1880- och 1890-talet gästades Rullan av många av tidens mest berömda varietésångerskor, före varietéförbudet 1896 som förbjöd spritdrycker i samband med varietéföreställningar.
1909 uppfördes på gården en ny tvåvåningsbyggnad, den så kallade bowlingsalongen, med fyra kägelbanor i bottenvåningen och en stor sal avsedd som kafélokal ovanpå. Byggnaden gjordes senare om till biografsalong åt biografen Scala, och hyrdes senare av Uppsala Idrottsförening.
Mellgren sålde lite senare Rullan till Uppsala Hotellaktiebolag och Henrik Svanfeldt blev direktör för restaurangen; han kvarstod dock som föreståndare för Rullan fram till 1933.
Natten mellan 4 och 5 november 1946 totalförstördes restaurangen med alla byggnader av en brand. På platsen uppfördes senare det nya Stadshuset i Uppsala.

## Övrigt
Idag finns en ny restaurang med namnet Rullan vid Polacksbacken i Uppsala, som inte har något med den äldre Rullan att göra.
Rullans namn finns också kvar i den kända snapsvisan Rullan går (på Bomans vind).